# Благодарност
Благодарността е положителна емоция или нагласа, която идва в отговор на това, че някой е получил или ще получи нещо. Преживяването на благодарност исторически се фокусира върху няколко световни религии и е разглеждано обширно от философите на морала като Адам Смит.
Систематичното изследване на благодарността в психологията започва около 2000 г., може би защото психологията традиционно се фокусира повече върху разбирането на нещастието, отколкото на разбирането на позитивните емоции. Все пак с идването на позитивната психология благодарността става главен фокус на психологическите изследвания. Изследването на благодарността в психологията е фокусирано върху разбирането на краткокрайното преживяване на емоция на благодарност, индивидуалните различия в това колко често хората изпитват благодарност и взаимоотношението между тези два аспекта.

## Празници, свързани с благодарността
- 11 януари – Международен ден на думата „благодаря“ (International Thank Day), предложен през 1994 г. от родения в Илинойс – Ейдриън Сиукс Купърсмит (Adrienne Sioux Koopersmith).
- Ден на благодарността – отбелязва се в САЩ на четвъртия четвъртък от ноември, а в Канада – на втория понеделник от октомври.